# Lukas Hottinger
Lukas Hottinger (25 février 1933, Düsseldorf - 4 septembre 2011 , Bâle) est un paléontologue, biologiste et géologue qui collabore avec le Muséum d'histoire naturelle de Bâle (Suisse).

## Biographie
Hottinger est l'un des principaux experts des grands foraminifères actuels et fossiles. En 1997, il obtient le prix Cushman de la Fondation Cushman pour la recherche sur les foraminifères (Journal of Foraminiferal Research, vol. 28/1, 1–2) pour ses contributions à la recherche sur les foraminifères. Il termine sa thèse de doctorat sur le Paléocène et l'Éocène Alvéoline en 1959 sous la direction de Manfred Reichel. Sa thèse sur Paleogene Alveolina comprend les définitions et les changements de genre et d'espèce au fil du temps, le concept de lignées phylogénétiques et leur utilisation en biochronologie zonale. Publié en double volume des Mémoires Suisse de Paléontologie en 1960, cet ouvrage reste l'ouvrage de référence sur ces foraminifères uniques. De 1959 à 1964 il vit au Maroc travaillant pour le service géologique sous la direction de Georges Choubert et Anne Faure-Muret, une période essentielle à sa formation. Sa bibliographie comprend plus de 120 articles et six monographies. Ces contributions couvrent bien le paysage géologique, notamment des sujets aussi divers que la stratigraphie, la paléoécologie et l'évolution, et s'étendent sur le globe, de l'Indo-Pacifique et de l'Afrique au nord-est de l'Atlantique et à la mer Méditerranée. En plus d'être membre de l'Académie suisse des sciences naturelles, il devient membre en 1993 de l'Académie slovène des sciences et des arts et, en 1997, il reçoit le doctorat honoris causa de l'Universidad Autonoma de Barcelona (Espagne).